# Sąd leński
Sąd leński – sąd powstały w okresie lokacji miast i wsi na prawie niemieckim, właściwy w sprawach dotycząców sołtysów i wójtów.
W średniowiecznej Polsce sądził sołtysów wsi i wójtów miast. Asesorami byli także sołtysi i wójtowie, pod przewodnictwem właściciela miasta lub wsi albo jego zastępcy (np. landwójta). Celem funkcjonowania sądu leńskiego było zagwarantowanie byłym zasadźcom, że będą sądzeni przez równych sobie.